# Заслуженный работник органов внутренних дел Республики Беларусь
«Заслуженный работник органов внутренних дел Республики Беларусь» (бел. Заслужаны работнік органаў унутраных спраў Рэспублікі Беларусь) — почётное звание в Республике Беларусь. Присваивается по распоряжению Президента Республики Беларусь работникам органов внутренних дел за профессиональные заслуги.

## Порядок присваивания

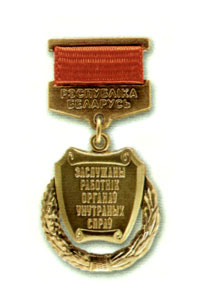
Изображение награды до 2020 года

Присваиванием почётных званий Республики Беларусь занимается Президент Республики Беларусь, решение о присвоении оформляется его указами. Государственные награды (в том числе почётные звания) вручает лично Президент либо его представители. Присваивание почётных званий Республики Беларусь производится на торжественной церемонии, государственная награда вручается лично награждённому, а в случае присваивания почётного звания выдаётся и свидетельство. Лицам, удостоенным почётных званий Республики Беларусь, вручают нагрудный знак.

## Требования
Почетное звание «Заслуженный работник органов внутренних дел Республики Беларусь» присваивается лицам начальствующего и рядового состава органов внутренних дел, находящимся на службе в органах внутренних дел не менее 15 лет в календарном исчислении, за заслуги в укреплении охраны общественного порядка, защите государственной собственности, высокие результаты, достигнутые в профессиональной подготовке, разработке и осуществлении мер по снижению уровня преступности и за самоотверженные действия, связанные с исполнением служебных обязанностей.